# Мар'янчині водоспади
Мар'я́нчині водоспа́ди —  каскад водоспадів в Українських Карпатах (масив Ґорґани). Розташовані в межах Івано-Франківського району Івано-Франківської області, на південний захід від села Манява (поруч з присілком Бойки). 
Загальна висота перепаду води — 16 м. Висота найвищого водоспаду — 12,5 м, середнього — 4 м, найнижчого — 1,5 м. Мар'янчині водоспади розташовані на струмку Кобила (права притока Манявки), в місці, де гірський потік перетинає стрімкий схил з виходами на поверхню скель флішового типу. Особливо мальовничий головний водоспад, в якому вода стікає трьома похилими каскадами, немов стрибаючи по численних «східцях» флішової скелі. 

## Походження назви
Водоспади названі на честь місцевої школярки, яка показала цей каскад науковцю Йосипу Гілецькому, який вперше його виміряв та описав.

## Світлини та відео

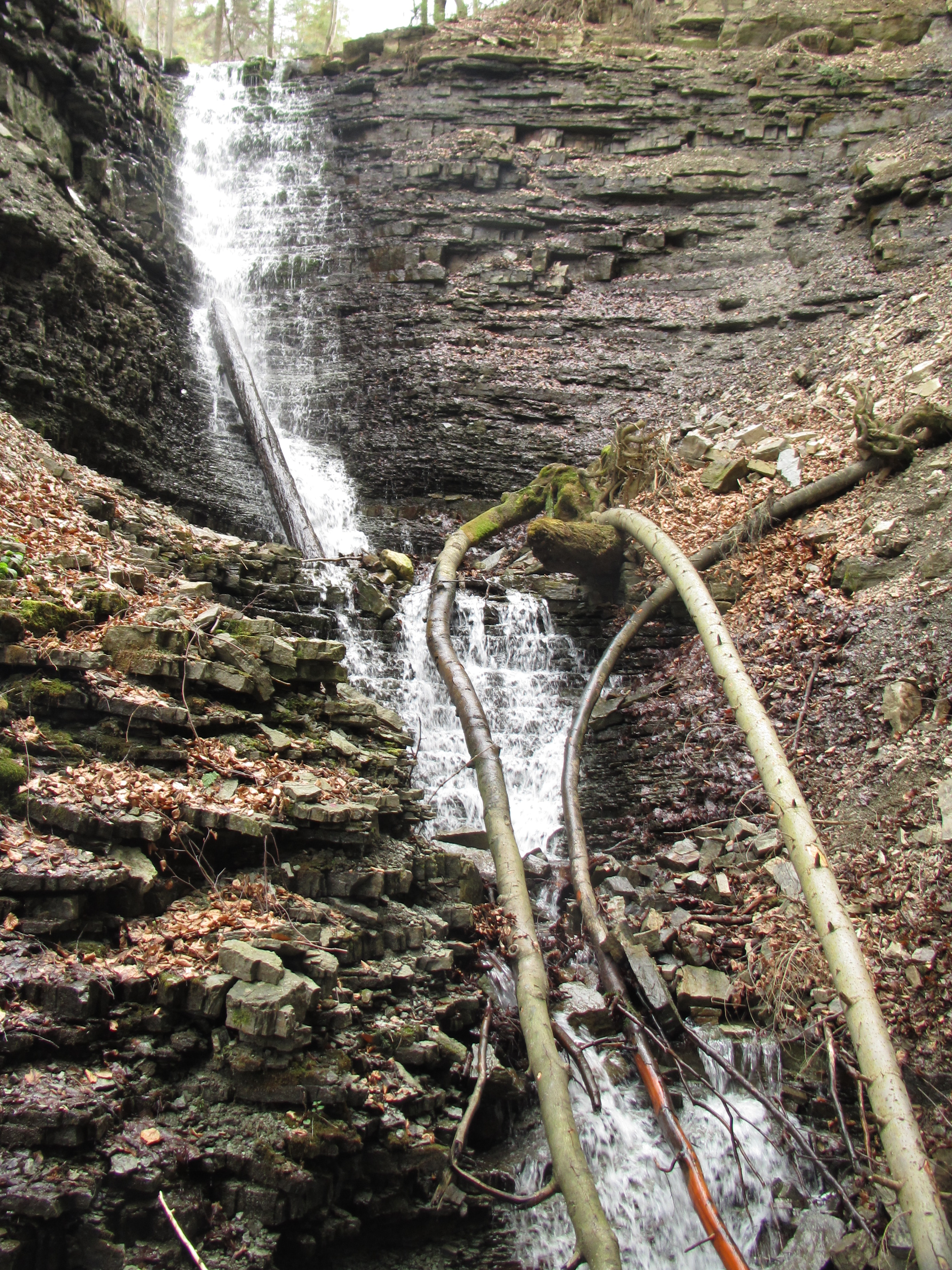
Водоспад весною
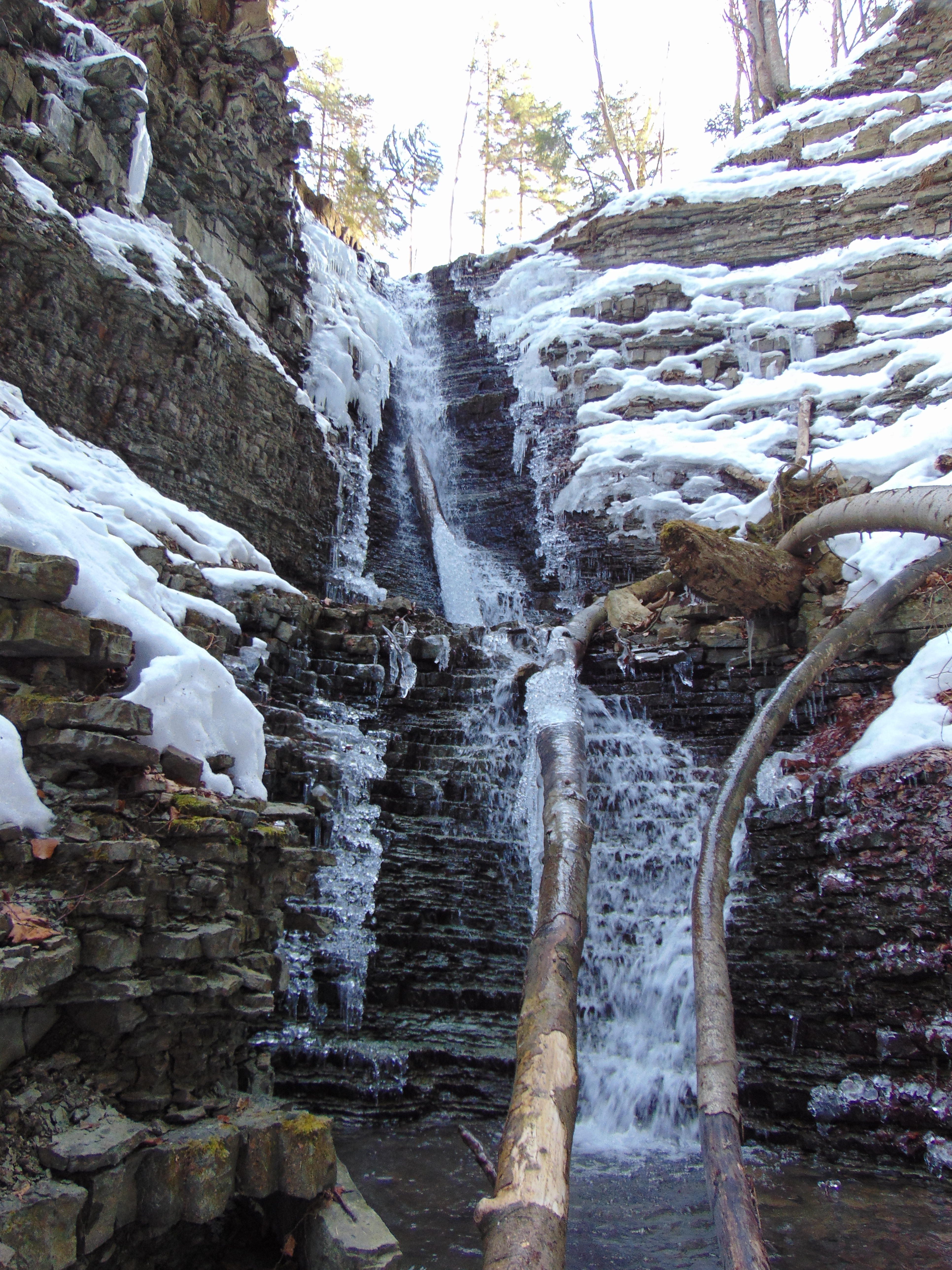
Водоспад взимку
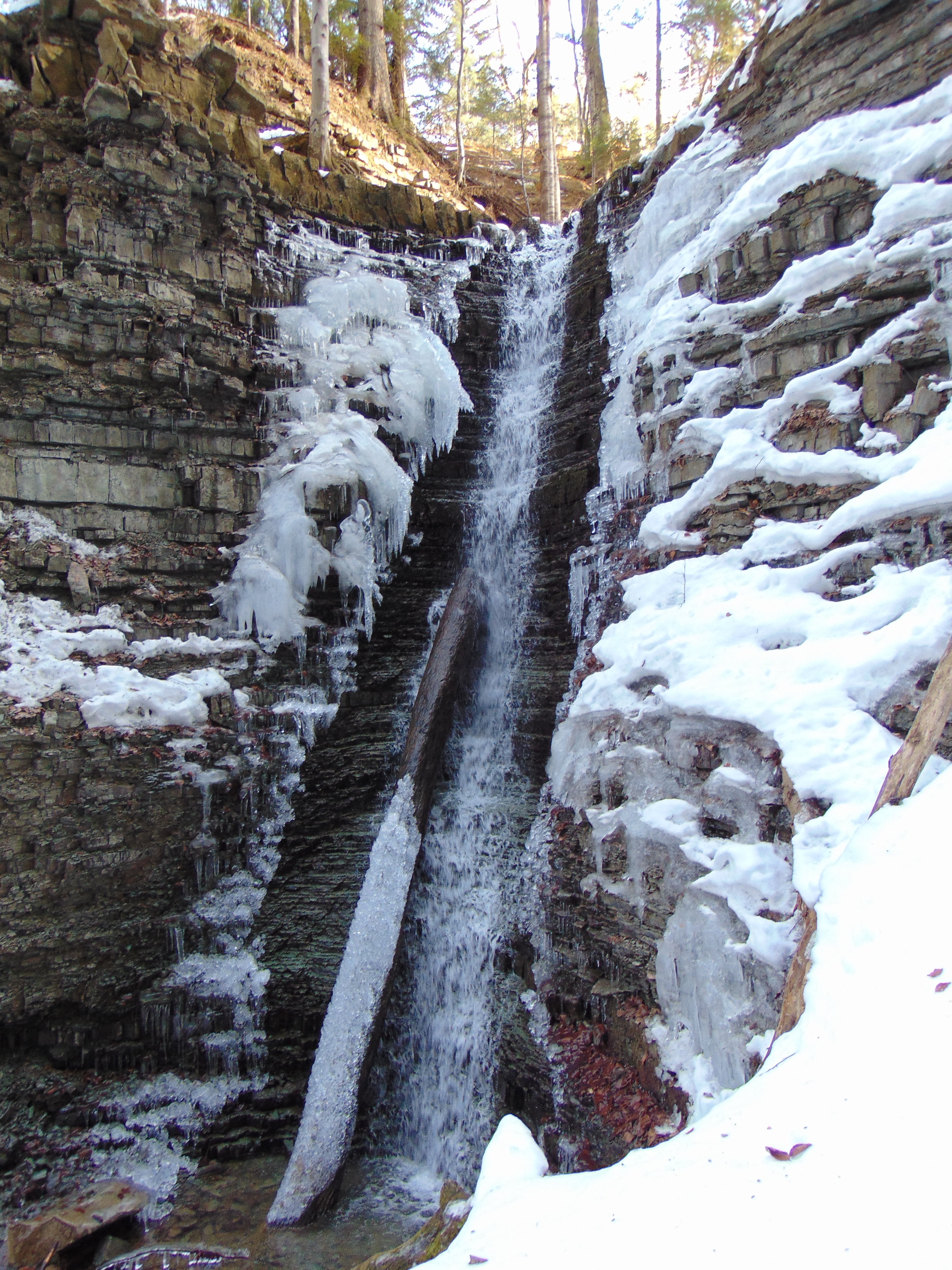
Водоспад взимку-2
- Відео водоспаду